# Evorinea villosa
Evorinea villosa is een keversoort uit de familie spektorren (Dermestidae). De wetenschappelijke naam van de soort werd in 1851 gepubliceerd door Carl Henrik Boheman.